# Vazební věznice Hradec Králové
Vazební věznice Hradec Králové se nachází v centru města Hradec Králové. Budova věznice je společná s budovou krajského soudu, s nímž vytváří pětiúhelníkový objekt sousedící s hranicí památkové rezervace historického jádra města. Objekt věznice a krajského soudu byl vystavěn v roce 1933 a do dnešní doby slouží k výkonu vazby.
V hradecké vazební věznici se podstatná část výkonu uskutečňuje tzv. pevnou vazbou klasického typu s uzavřenými celami. Je zde i oddělení se zmírněným režimem, vybavené televizorem, provizorní posilovnou a dalšími prostředky ke sportovním aktivitám. Obvinění zejména z řad mladistvých a mladých dospělých zde snáze překonávají negativní dopady sociální izolace a pocity frustrace. V roce 2005 se v objektu vazební věznice vybudovalo véceúčelové hřiště pro vězně. Celý objekt vazební věznice stojí až dodnes tak, jak byl vybudován, nově se vystavěl pouze objekt pro služební psy a psovody.
Součástí vazební věznice je i areál Samostatného oddělení výkonu trestu v katastru obce Pouchov, který se nachází v průmyslové zóně města Hradce Králové. Byl dostavěn v roce 1976 se záměrem zaměstnávat odsouzené z nižších nápravných skupin, dnes v kategorii výkonu trestu odnětí svobody s dohledem.
Vzhledem k profilaci vazební věznice pracují odsouzení na jejích vnitřních pracovištích, další jsou zaměstnáni u soukromých subjektů mimo vazební věznici. V rámci programů zacházení si odsouzení mohou vybrat z různých sportovních a vzdělávacích aktivit. Zájmové činnosti odsouzených se věnuje značná pozornost stejně jako náplni jejich aktivit ve volném čase. Mají možnost účasti na besedách se sociálním pracovníkem, popřípadě dalšími pracovníky buď z vězeňské služby nebo občanského života. V poslední době se velmi často využívá pomoc sociálních kurátorů. Vazební věznice má velmi dobré kontakty s různými nevládními organizacemi. Ve vazební věznici Hradec Králové pracuje celkem 339 zaměstnanců, z toho 258 příslušníků vězeňské a justiční stráže, ostatní jsou občanští pracovníci.